# Umwelt-Technologisches Gründerzentrum Augsburg

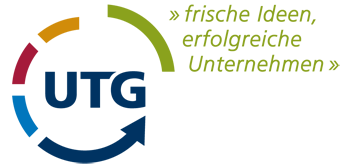
UTG-Logo

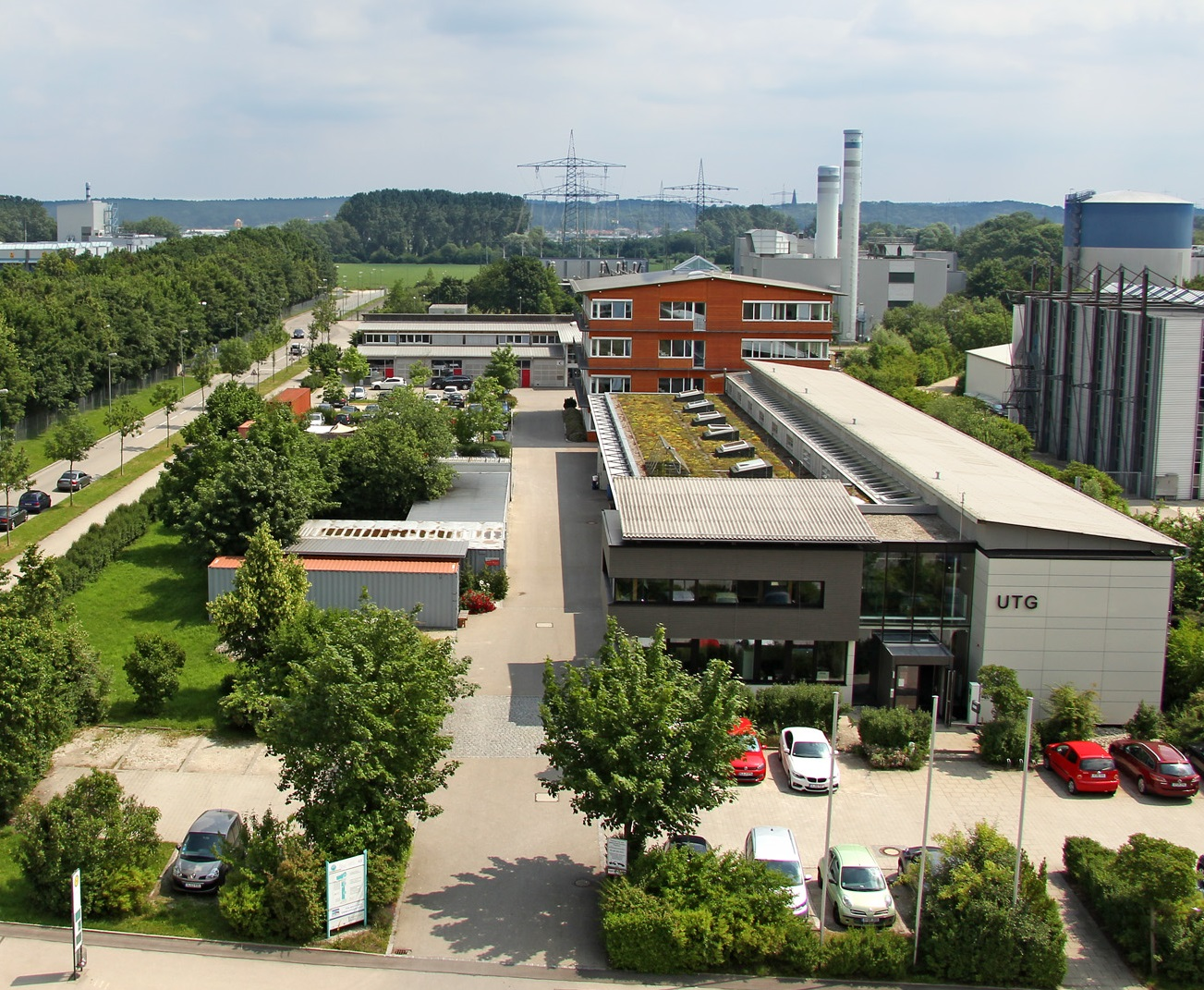
Das Gelände des Umwelt-Technologischen Gründerzentrums mit seinen drei Gebäuden

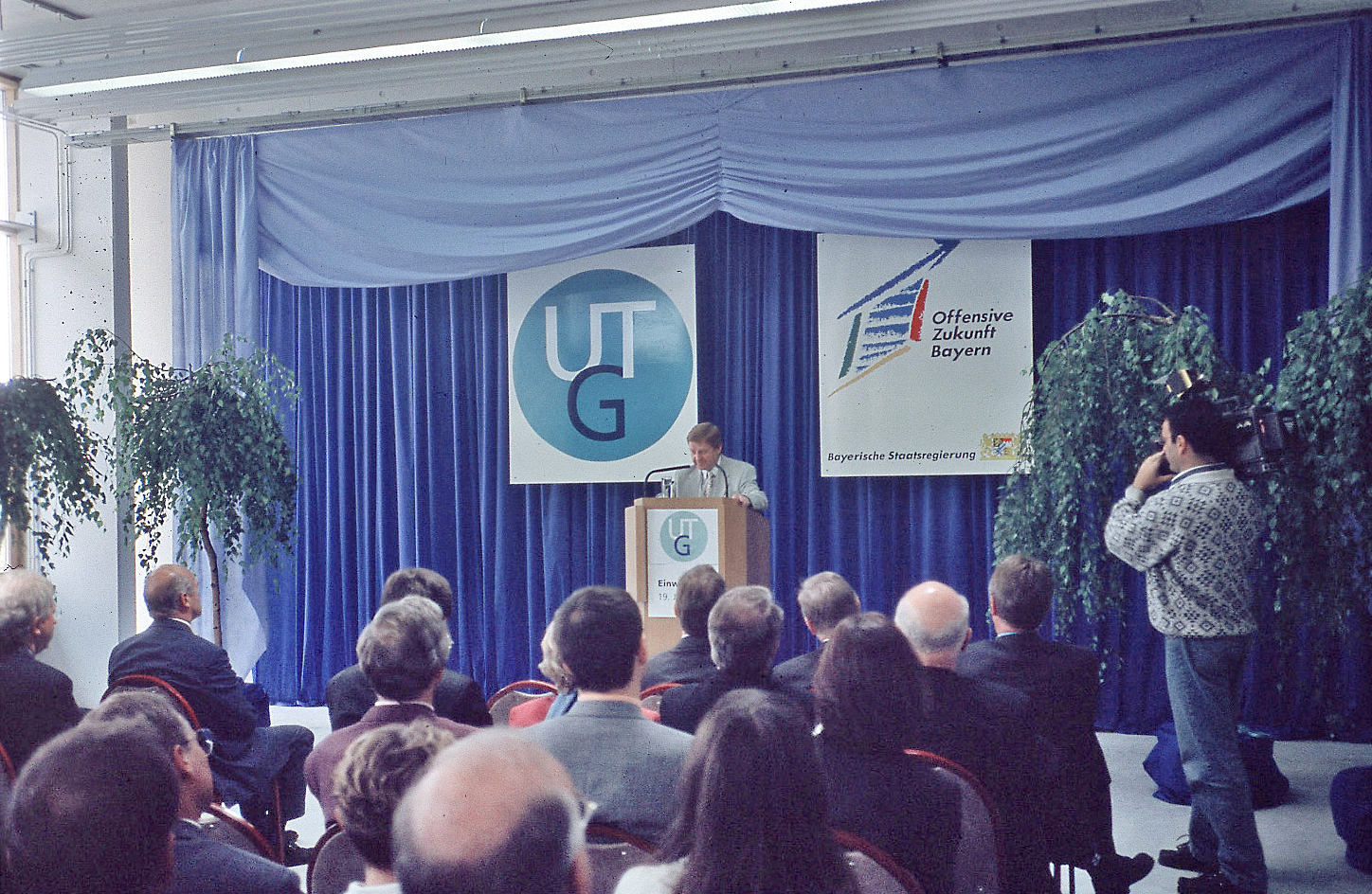
Einweihung des UTG am 19. Juni 1998

Das Umwelt-Technologische Gründerzentrum Augsburg (UTG) ist eine Einrichtung der regionalen Wirtschaftsförderung. Es ist ein öffentlich geförderter Standort im Osten Augsburgs für Neugründer und Jungunternehmer aus dem Umwelt- bzw. Technologiebereich. Am 19. Juni 1998 wurde es u. a. vom bayerischen Staatsminister Otto Wiesheu und dem Augsburger Oberbürgermeister Peter Menacher eingeweiht.

## Finanzierung und Beteiligungen
Finanziert wurden die Gebäude im Rahmen der High-Tech-Offensive Bayern aus Mitteln des Freistaats Bayern, der Stadt Augsburg und der IHK Schwaben, um den Ausbau des Umwelt-Kompetenzzentrums Augsburg-Schwaben voranzutreiben. Beteiligt am Umwelt-Technologischen Gründerzentrum sind der Freistaat Bayern, die Stadt Augsburg, die IHK Schwaben und die Handwerkskammer für Schwaben.

## Areal und Lage
Auf einem ca. 11.000 m² großen Gelände entstanden zwischen 1997 und 1999 drei ökooptimierte Gebäude mit einer Nutzfläche von etwa 5.700 m². Es sind regelmäßig 30 bis 40 Firmen aus dem Umweltbereich bzw. technologischen Bereich angesiedelt. Das UTG liegt im Umweltpark in Augsburg und ist ein bedeutender Baustein hiervon. Die UTG-Firmen beschäftigen rund 210 Mitarbeiter und haben eingetragene Patente und Schutzrechte. Der volkswirtschaftliche Nutzen liegt bei 6,43 Millionen Euro. Mit dem Umweltcluster Bayern e. V. sowie KUMAS e. V. sind zwei wichtige überregionale Umweltnetzwerke im UTG angesiedelt.

## Verkehr
Nördlich angrenzend verläuft die Bundesautobahn 8. Die Bushaltestelle „Umweltzentrum“ wurde im Rahmen des Augsburger Zukunftspreises 2007 direkt westlich des UTG eingerichtet.